# Lejops bilinearis
Lejops bilinearis är en tvåvingeart som först beskrevs av Samuel Wendell Williston  1887.  Lejops bilinearis ingår i släktet sävblomflugor, och familjen blomflugor. Inga underarter finns listade i Catalogue of Life.